# South Park: The Fractured but Whole
South Park: The Fractured but Whole — компьютерная ролевая игра, разработанная студией Ubisoft San Francisco совместно с South Park Digital Studios. Игра основана на мультсериале «Южный Парк» и является сиквелом игры South Park: The Stick of Truth. Основной сюжет игры начинается спустя сутки после завершения событий первой части; в центре сюжета персонаж, которого все называют «Новичком» и который недавно переехал в Южный Парк. Герой оказывается втянут в ролевую игру с борьбой между двумя враждующими фракциями супергероев, пытающимися создать собственные медиафраншизы. Играя в супергероев, персонажи неожиданно для себя сталкиваются с ростом преступности в городе, вследствие чего им приходится сражаться с суперзлодеями, генетически модифицированными чудовищами, полицией, преступными кланами и новым криминальным авторитетом.
The Fractured but Whole — псевдотрёхмерная игра с видом от третьего лица, копирующая визуальный стиль мультсериала. В свободной игре Новичок исследует Южный Парк, взаимодействуя с персонажами, выполняя различные задания и открывая новые территории по мере прохождения сюжетной кампании. Игроку на выбор даётся десять супергеройских классов, каждый из которых даёт персонажу уникальные способности. Новичок может сражаться против врагов вместе с напарниками (максимум — с тремя), используя атаки ближнего и дальнего боя, а также особый навык главного героя — мощный метеоризм. Поле боя разделено на клетки, по которым герои и противники могут свободно передвигаться. Атаки распространяются на определённые области, что требует от игрока выбора удачной позиции для нападения и защиты.
В 2013 году Ubisoft приобрела права на The Stick of Truth, после чего права на разработку продолжения игры перешли от Obsidian Entertainment к Ubisoft San Francisco. Создатели «Южного Парка» Трей Паркер и Мэтт Стоун не могли определиться, каким проектом им заняться — сиквелом игры 2014 года или новым полнометражным фильмом, но в конечном итоге они всё же сделали выбор в пользу игры. Паркер и Стоун написали сценарий, разработали стилистику проекта и озвучили большинство персонажей. Композитор мультсериала Джейми Данлэп сотрудничал с Ubisoft San Francisco при написании музыки к игре, вдохновившись саундтреками к супергеройским фильмам.
Как и предыдущая игра, The Fractured but Whole неоднократно переносилась. Изначально игра должна была выйти в декабре 2016 года, но Ubisoft перенесла релиз почти на год. 17 октября 2017 года игра вышла на платформах PlayStation 4, Windows и Xbox One. Проект получил в основном положительные отзывы: рецензенты хвалили его за улучшения в дизайне, креативную боевую систему и уважение к первоисточнику. Мнения критиков насчёт сюжета игры разделились: одни называли его улучшением с точки зрения юмора, в то время как другие сочли его невпечатляющим и слишком сильно полагающимся на туалетный юмор. После релиза в игру были добавлены две новые сюжетные миссии в рамках загружаемого контента, а в 2018 году игра вышла на Nintendo Switch.

## Игровой процесс
South Park: The Fractured but Whole — компьютерная ролевая игра в псевдотрёхмерном формате с видом от третьего лица. Игрок, управляя Новичком, исследует вымышленный город Южный Парк в штате Колорадо, по которому он может свободно перемещаться. В игре также имеется система быстрого перемещения, дающая игроку возможность попасть из одной точки в другую.
Игроку предоставляется право выбрать один из десяти супергеройских классов, таких как шустрый Окидром (англ. Speedster), опасный в ближнем бою Варвар (англ. Brutalist), дальнобойный и не столь мощный Бластер (англ. Blaster), управляющий погодой Элементаль (англ. Elementalist), привлекающий внимание Киборг (англ. Cyborg), влияющий на статус бойцов Медиум (англ. Psychic), скрытный Киллер (англ. Assassin), применяющий различные устройства Техник (англ. Gadgeteer), лечащий союзников Флорист (англ. Plantmancer) и проворный Каратист (англ. Martial Artist). В начале игры на выбор даётся только три класса (Бластер, Окидром и Варвар); по мере прохождения игры Новичку откроется доступ ко всем десяти классам, от каждого из которых можно свободно взять себе одну или несколько способностей, — так, игрок в состоянии использовать и огневую мощь Бластера, и клинки Киллера, и удары Каратиста. У каждого класса по четыре способности — три обычные атаки и одна мощнейшая способность. Возможность применить мощнейшую способность у игрока появится после заполнения шкалы мощности, которую своими действиями заполняют Новичок и его союзники, в основном для этого нужно успеть за отведённое время нажать кнопку во время нападения или защиты. Вступая в битву, игрок в состоянии выбрать себе нескольких (максимум — троих) из двенадцати напарников, у каждого из которых также есть свои уникальные обычные и мощнейшие способности.

Скриншот из игры, на котором «Новичок» (внизу справа) и его союзники (справа) сражаются с девочками-изюминками (слева); внизу слева — доступные атаки, внизу справа под Новичком — порядок ходов персонажей. Отмеченные синим цветом клетки на поле — доступная для передвижения область, а отмеченные красным — зона действия атаки, которую собирается применить персонаж

The Fractured But Whole заимствует систему пошаговых боёв из предыдущей игры серии, South Park: The Stick of Truth (2014), однако на этот раз сражения происходят не на статичной местности, а на клеточном поле, по которому игрок, его союзники и враги способны свободно перемещаться ради получения тактического преимущества. На поле также могут присутствовать различные угрозы, такие как взрывающиеся бочки с химикатами и лава (красные детали конструктора Lego). Игрок выбирает одну из атак в специальном меню. Игрок способен увеличить урон от своих атак путём нажатия специальной кнопки. После вражеской атаки нужно успеть за отведённое время нажать на кнопку, чтобы восстановить немного здоровья и зарядить мощнейшую способность. Некоторые атаки дают различные эффекты: так, с помощью «удара с отбрасыванием» герои и противники силой перемещают своего оппонента по полю боя, а на протяжении некоторого времени после определённой атаки персонаж будет получать урон от баффов наподобие тошноты, обморожения, ожогов и кровотечения.
Каждая атака охватывает определённую область поля боя, что требует от игрока поиска удобной позиции для ударов по врагам и отражения их атак. Нападающий имеет возможность увеличить урон путём отбрасывания персонажа в сторону своего союзника или в сторону противника. В бою один раз за ход можно использовать исцеляющие предметы. В открытом мире игроку попадаются собирать артефакты и различные предметы, которые дают ему возможность увеличить свою мощь, становясь сильнее в битве и получая особые преимущества наподобие усиленной защиты; по мере поднятия своего уровня игрок получает право использовать всё больше и больше артефактов. У персонажа игрока есть ячейка ДНК, в цепочки которого он (игрок) вставляет артефакты для улучшения своих параметров: мускулов, мозгов, здоровья, мужества и перемещения. Неигровой персонаж ПК Директор в рамках сюжета научит игрока распознавать в репликах противников микроагрессию, что позволит ему в тот же момент свободно напасть. Во время битвы игрок имеет возможность призвать на помощь таких персонажей, как Джимбо и Нед, Классисика, Джеральд Брофловски и Моисей; Моисей исцеляет всех союзников, в то время как остальные наносят врагам большой урон.
Новичок обладает способностью искривлять время своим «пердежом»; так, с помощью своей способности он может пропустить ход оппонента в битве, остановить время и наносить урон врагам, не дожидаясь своего хода, или призвать на помощь версию себя из прошлого. Свои способности Новичок также использует для обращения времени вспять, возвращения объектов в их первоначальное состояние и остановки времени с целью преодоления препятствий или быстродвижущихся целей. В некоторые места в городе игроку доступ закрыт до тех пор, пока у него не появятся союзники, которые с помощью «пердежа» Новичка смогут справиться с препятствиями: Капитан Инсулин впадает в ярость и двигает тяжёлые объекты; Человек-Воздушный Змей доставляет Новичка на недоступные ему высоты; Инструмент с помощью своего песочного бластера расчищает путь от лавы, от которой персонаж игрока загорается; а Профессор Хаос из прямой кишки Новичка запускает своего хомяка в электрощиты, чтобы взломать их.
В любой момент игры игрок имеет возможность настраивать внешность, способности, гендер, сексуальную ориентацию, расу и этническую принадлежность Новичка. На выбор даётся три гендера: мальчик, девочка и другое. Игроку доступны различные костюмы, которые он может собирать, смешивать и даже перекрашивать, однако на способности Новичка это никак не влияет. При выборе цвета кожи Новичка игра подаёт это как выбор уровня сложности: чем светлее кожа, тем легче будет играть, а чем темнее, тем сложнее. Выбор не влияет на бойцовские качества персонажа, но влияет на то, сколько денег будет получать игрок и как к Новичку будут относиться другие персонажи.
В игре есть три уровня сложности, выбор из которых повлияет на силу противников: «Обычный» (преимущество у героев), «Герой» (герои и враги равны по силам) и «Гуру» (преимущество у врагов). С помощью системы крафтинга игрок способен создавать из найденных и купленных им ресурсов различные предметы, такие как целебные буррито, кесадильи, костюмы и артефакты. Исследуя открытый мир, игрок испражняется в туалетах в специальной мини-игре, ищет яойные арты на сюжеты отношений Твика и Крейга или делает селфи с горожанами, набирая себе подписчиков в соцсети «Енотограм» (англ. Coonstagram), аналоге Instagram. Для выполнения некоторых сюжетных заданий игроку необходимо набрать определённое число подписчиков. Мобильный телефон героя выступает в роли главного меню игры: в нём находятся инвентарь, анкета персонажа, список активных заданий и прочее.

## Сюжет

### Мир
Место действия игры — вымышленный город Южный Парк в штате Колорадо на хребте Скалистые горы. Основные события происходят спустя день после событий первой части, The Stick of Truth; игрок снова управляет молчаливым протагонистом по прозвищу «Новичок» (англ. The New Kid). Ребята отказались от фэнтезийной ролевой игры и переключились на супергеройскую тематику, чтобы создать свою собственную супергеройскую франшизу. Не придя к согласию в споре о том, про кого нужно снимать фильм, а про кого — сериал на Netflix, друзья разделились на две соперничающие команды: «Енот и его друзья» (англ. Coon and Friends) и «Борцы за свободу» (англ. Freedom Pals). Теперь они стараются обойти друг друга, первыми создав франшизу.
«Енота и его друзей» возглавляет Енот (англ. Coon, Эрик Картман), их секретный штаб — Логово Енота — расположен в подвале его дома. В состав команды входят Человек-Воздушный змей (англ. The Human Kite, Кайл Брофловски), кровососущий Москит (англ. Mosquito, Клайд Донован), супербыстрый Скороход (англ. Fastpass, Джимми Волмер), могущественный Супер-Крейг (англ. Super Craig, Крейг Такер) и Новичок. Лидер «Борцов за свободу» — обладающий телекинетическими способностями Доктор Тимоти (англ. Dr. Timothy, Тимми Барч), в составе команды такие супергерои, как Мистерион (англ. Mysterion, Кенни Маккормик), Инструмент (англ. Toolshed, Стэн Марш), повелевающий погодой Чудо-Твик (англ. Wonder Tweek, Твик Твик) и механизированный Контейнер (англ. Tupperware, Токен Блэк). Есть и другие герои: хакер Девушка по вызову (англ. Call Girl, Венди Тестабургер) и сверхсильный Капитан Инсулин (англ. Captain Diabetes, Скотт Малкинсон). По мере развития событий герои сталкиваются с множеством противников, таких как пожилые люди, ниндзя, шестиклассники, девочки-изюминки, пародирующие официанток Hooters, бомжи, двоюродный брат Кайла Кайл Шварц и суперзлодей Профессор Хаос (англ. Professor Chaos, Баттерс Стотч).
В The Fractured But Whole появляется множество персонажей из мультсериала: отец Стэна Рэнди, отец Баттерса Стивен, отец Кайла Джеральд, директор школы ПК Директор, Моисей, Моряк, школьный психолог Мистер Мэки, детектив Йейтс, стриптизёрши Спонтанная Попатриция (англ. Spontaneous Bootay) и Классисика (англ. Classi), Большой Эл-гомосек, любители оружия Нед и Джимбо, отец Макси, Иисус, люди-крабы, ягодки-вспоминашки, Полотенчик и голубая рыба. Кроме того, владельцем тако-кафе является Морган Фримен. Некоторые локации из мультсериала, появляющиеся в игре, — ресторан «Сити Вок», стриптиз-клуб «Мятный Бегемот», дом Кенни в заброшенном районе SoDoSoPa, а также модная Городская часть города, где находятся бар Скитера и оружейный магазин Джимбо. Также в игре есть ферма ягод-вспоминашек и дорога в Канаду. Бо́льшую часть персонажей озвучили создатели «Южного Парка» Трей Паркер и Мэтт Стоун.

### История
Картман и его друзья решают играть в супергероев и создать собственную супергеройскую франшизу. Для этого им нужно найти пропавшего кота и получить вознаграждение в размере ста долларов. Новичок присоединяется к игре, и Картман даёт ему трагическую предысторию; по её сюжету Новичок стал свидетелем секса своих родителей, и Картман не понимает, что это нормально.
В своих поисках герои узнают о заговоре: новый криминальный авторитет подчинил себе полицию, итальянскую, китайскую и русскую мафии, а также шестиклассников; объединённые банды похищают котов и добавляют их мочу в наркотики и алкоголь, из-за чего горожане по ночам сходят с ума ещё сильнее, чем обычно, в чём обвиняют мэра города. После того как «Енот и его друзья» побеждают приспешника авторитета Профессора Хаоса, Картман делает вывод, что злодей — это Митч Коннор (его ожившая левая рука). С помощью Профессора Хаоса Новичок проникает на базу «Борцов за свободу» и притворяется, что решил перейти в их команду. Двум командам приходится действовать сообща, штурмуя полицейский участок; полиция помогает Митчу стать новым мэром, чтобы тот не так сильно ограничивал их в борьбе с преступностью. «Енот и его друзья» решают присоединиться к «Борцам за свободу» после того, как узнают, что Тимми придумал гораздо лучший план франшизы, чем Картман.
На следующий день Митч похищает родителей Новичка и уничтожает план франшизы «Борцов за свободу». «Борцы за свободу» ловят Картмана, который утверждает, что не контролирует Митча, и рассказывает, что родителей Новичка держат в лаборатории доктора Мефесто. Придя туда, «Борцы за свободу» узнают, что Митч спонсирует создание армии многозадых мутантов. Победив эту армию, Новичок находит своих родителей; чтобы пройти дальше, ему приходится убить одного из них. На выходе герои побеждают гигантского клона Кайла Шварца. В процессе битвы Новичок применяет «Пердёж времени», чтобы менять время суток, но случайно переносит всех на неделю вперёд, когда Митч Коннор уже стал мэром.
С помощью Моргана Фримена Новичок учится контролировать «Пердёж времени». Первая попытка всё исправить проваливается: герои попадают в будущее, в котором Митч Коннор объявил каждый день Рождеством, и им приходится драться с Рождественскими Лесными Зверями. Со второго раза у Новичка получается попасть в прошлое и встретиться с Картманом до того, как тот начнёт играть в супергероев. Вновь появляется Митч и бьёт Новичка в живот, вызывая «Пердёж времени», который отбрасывает Енота и Новичка в тот день, когда Новичок увидел своих родителей во время секса. Герою удаётся изменить прошлое, и родители рассказывают, что он унаследовал от них суперспособность очень быстро набирать подписчиков в социальных сетях: именно из-за этой способности за Новичком и его родителями охотились агенты правительства, из-за чего они постоянно меняли место жительства. Чтобы обезопасить Новичка, родители тайно подсыпали в его еду лекарство, подавлявшее способности, но вызывавшее мощный метеоризм. После этого они чувствуют облегчение, и мать Новичка бросает пить, а отец — курить марихуану.
Узнав правду, Новичок возвращается в день инаугурации Митча Коннора. Кайл пытается заставить Картмана признаться, что он и есть Митч, и выдаёт собственную левую руку за Митча Коннора из параллельной вселенной. «Борцы за свободу» побеждают обоих Митчей Конноров и раскрывают горожанам истинный план Картмана: поднять уровень преступности в городе, чтобы у Енота было больше врагов и его франшиза была круче. В этот момент правая рука Картмана превращается в «мать Митча Коннора», на которую тот смертельно обижен. Митч и его мать «уничтожают» друг друга, а горожане решают закупать алкоголь и наркотики в соседнем городе.
Новичок возвращается в гораздо более счастливую семью, чем в начале игры. Когда его родители уходят наверх с явным намерением заняться сексом, сзади Новичка появляется Профессор Хаос и говорит: «Как бы ты ни пытался изменить прошлое, твой папа всё равно бы трахнул твою маму». Хаос предлагает Новичку «выпустить на свободу свою тёмную сторону».

## Разработка
В марте 2014 года Мэтт Стоун и Трей Паркер заявили, что с радостью возьмутся за продолжение The Stick of Truth, — всё зависит лишь от того, как проект примут критики и геймеры. Когда Ubisoft предложила им поучаствовать в создании новой игры, Паркер и Стоун обсудили два возможных проекта: игру-сиквел и полнометражный фильм. Они хотели добиться контроля качества и, решив, что вследствие своей преданности созданию мультсериала и своим семьям могут заниматься только одним большим проектом, сделали свой выбор в пользу игры.
Первую часть разработала компания Obsidian Entertainment, а издавать должна была THQ, однако после того, как THQ обанкротилась, Ubisoft выкупила права на игру. Компания решила разрабатывать продолжение внутренне, заменив Obsidian Entertainment командой Ubisoft San Francisco (USF), состоящей из почти ста человек. Команда, отвечавшая за серию музыкальных игр Rocksmith, обратилась за помощью к специалистам по ролевым играм и всему, что с ними связано. В работе над игрой также принимали участие и другие дочерние компании Ubisoft: Ubisoft Osaka, Massive Entertainment, Ubisoft Annecy, Ubisoft Reflections, Blue Byte и Ubisoft Quebec.
Паркер и Стоун принимали непосредственное участие в разработке игры. В начале своей работы они встретились с представителями Ubisoft, чтобы обсудить сюжет будущей игры и те элементы The Stick of Truth, которые им не нравились. Разработчики игры из Ubisoft, в том числе главный продюсер Джейсон Шрёдер, дважды в месяц приходили на несколько дней в студию, где Паркер и Стоун работают над мультсериалом, или созванивались с ними. Иногда Шрёдеру приходилось отклонять просьбы Стоуна и Паркера. Паркер и Стоун стали реже связываться с представителями Ubisoft ввиду плотных графиков работы над мультсериалом, хотя иногда им всё же удавалось найти время для личных встреч.
| Системные требования | Системные требования | Системные требования                                                                                         |
| -------------------- | --- | --- |
|                      | Минимальные | Рекомендуемые                                                                                                |
| Windows              | | |
| ОС                   | 64-рязрядные Windows 7, Windows 8.1 или Windows 10                                                                                     | 64-рязрядные Windows 7, Windows 8.1 или Windows 10                                                           |
| ЦПУ                  | Intel Core i5 2400 или AMD FX 4320 | Intel Core i5-4690K или AMD FX-8350                                                                          |
| Объём ОЗУ            | 6 ГБ | 8 ГБ |
| Место на диске       | 20 ГБ | 20 ГБ |
| Видеокарта           | С 2 ГБ памяти (NVIDIA GTX 560Ti / GTX 650 / GTX 750 / GTX 950 / GTX 1050 или AMD Radeon HD 7850 / R9 270 / R9 370 / RX 460) DirectX 11 | С 2 ГБ памяти (NVIDIA GTX 670 / GTX 750Ti / GTX 960 / GTX 1060 или AMD R9 280X / R9 380 / RX 470) DirectX 11 |

Ubisoft адаптировала Snowdrop, свой личный игровой движок, таким образом, чтобы разработчикам удалось импортировать в игру некоторые функции программы Autodesk Maya, используемые в мультсериале, а не эмулировать их, как было в The Stick of Truth. Это позволило сотрудникам Ubisoft вносить изменения в игру и в её сюжет на поздних этапах разработки, таким образом высмеивая некоторые события, произошедшие всего за несколько месяцев до выхода игры, и внедряя элементы из серий «Южного Парка», вышедших в период создания проекта. Так, персонаж ПК Директор и облагороженные районы города появились в игре именно благодаря данному решению. «Влияют ли они на возрастной рейтинг? Если нет, тогда и проблем быть не должно», — высказывался Шрёдер об изменениях, внесённых в последний момент. По словам старшего аниматора Лукаса Уокера, на внесение изменений в движок ушёл почти год, но это было необходимо для более эффективного сотрудничества с South Park Digital Studios; для имитации движения им пришлось использовать оригинальную скелетную анимацию.
Несмотря на то, что создателям удалось импортировать особенности стиля «Южного Парка», оставалась одна проблема: движок не был предназначен для работы с двухмерной анимацией. Требовалась довольно детальная проработка соответствия стиля движений и мимики персонажей тем, что есть в мультсериале. По словам исполнительного продюсера игры Нао Хиго, создание обширного внутриигрового мира было бы невозможно для относительно небольшой команды, а для реализации подобного проекта понадобится в три или в четыре раза больше людей. USF активно сотрудничала с South Park Digital Studios, помогавшей в работе над анимацией игры.
The Fractured but Whole была анонсирована во время пресс-конференции Ubisoft на выставке Electronic Entertainment Expo 2015 15 июня 2015 года, а в июне 2016 года получила дату релиза — 6 декабря того же года. В сентябре Ubisoft перенесла выход игры на начало 2017 года, а в феврале 2017 года — на 2017 финансовый год (1 апреля 2017-го — 31 марта 2018-го). В мае была объявлена новая дата выпуска, на этот раз финальная, — 17 октября. Хиго объясняет переносы тем, что USF была недовольна качеством проекта и хотела выделить больше времени на его доработку. В основном изменениям подвергались некоторые сюжетные моменты — иногда в повествовательных или комедийных целях — из-за чего пришлось перерабатывать целые разделы игры и их составляющие. Некоторые сюжетные задания и вовсе пустили под нож, хотя их достаточно давно разрабатывали. В отличие от более стандартных прототипов игр, при создании которых дизайнеры экспериментируют с простыми демо-версиями игрового процесса, USF в большей степени полагалась на интерактивные раскадровки сценария, чтобы игроки могли получить большее представление о месте действия и сюжете. Паркер и Стоун давали свою оценку проделанной работе, и зачастую геймдизайнерам приходилось вносить изменения в раскадровки до тех пор, пока они не будут считаться идеальными. 22 сентября 2017 года The Fractured But Whole официально «ушла на золото».

### Написание сценария
Паркер и Стоун написали сценарий в программе Movie Magic Screenwriter, включив в него сцены, которые нарративный дизайнер Джоли Мензел и её помощники отредактировали так, чтобы они дополняли игровой процесс. Сценарий игры состоит из 360 страниц — это вдвое больше, чем у предыдущей игры, — что, по словам исполнительного продюсера мультсериала Фрэнка С. Анона II, эквивалентно сценариям четырёх или пяти полнометражных фильмов. В этом сценарии Стоун и Паркер написали около двадцати тысяч строк диалогов. В период работы над игрой Паркеру пришлось перенести экстренную операцию на желчном пузыре. Паркер уговорил своего врача разрешить ему временно уехать из больницы, чтобы озвучить один из диалогов. По возвращении в больницу Паркер сказал Анону: «Я просто хочу, чтобы наша игра была приятной».
Паркер и Стоун считали необходимым сделать так, чтобы контекст игры в супергероев не затмевал основной сюжет, по которому четвероклассники просто наряжаются в героев и вместе играют, чтобы усилить ощущения от прохождения. По словам Стоуна, для них было важно сохранить обаяние игры и напомнить игроку, что персонажи — это всё же дети. Изначально Паркер и Стоун предложили такой вариант названия: The Butthole of Time (с англ. — «Анальный разрыв времени»). Однако Ubisoft предупредила их, что розничные магазины не будут продавать товар со словом «butthole» в названии. По словам Паркера, он часами сидел за столом, пытаясь придумать способ всё же включить это слово в заголовок. Паркер сидел и говорил: «Что же мне с тобой делать… butthole, butthole, butt hole, butt hole, but hole, but whole!»

### Дизайн
Уровни разработаны так, чтобы во время боя игрок мог свободно перемещаться по полю; бои теперь происходят не на абстрактных картах, как это было в The Stick of Truth. «От того, что ты сражаешься не на фоне того места, где тебя атаковали, а на каком-то другом, как бы теряется ощущение, что ты всё ещё в том месте, которое исследовал. Поэтому мы подумали: а можно ли сделать так, чтобы исследуемая мной локация была ещё и полем боя?» — говорил Шрёдер. Решив, что убирать возможность передвижения по уже исследованной территории нельзя, разработчики добавили в боевую систему возможность свободного перемещения, вследствие чего в The Fractured but Whole и появилась система тактического боя. Шрёдер назвал эту идею смесью из любви Паркера к настольным играм и пристрастия Стоуна к шутерам, боевикам и спортивным симуляторам. Команда дизайнеров перенесла из предыдущей части систему боя по ходам, так как это позволяло лучше распределить время для шуток. Паркер пригласил Шрёдера и главного дизайнера Кена Стрикленда поиграть с ним в настольную игру Star Wars: Imperial Assault, которая помогла им разработать единообразный внутриигровой жаргон и общее понимание сюжетной кампании. Во время разработки Паркер и Стоун играли в ранние сборки игры, чтобы лучше понимать, какие изменения они хотят внести. Паркер и Стоун записывали идеи для своих правок и комментарии на белой доске, чтобы сотрудники Ubisoft лучше понимали, что от них требуется. Паркер и Стоун смотрели летсплеи по The Stick of Truth от шведского ютубера Пьюдипая, таким образом прислушиваясь к мнению обычного игрока и учитывая все те моменты, которые ему понравились или не понравились в игре.
По словам Шрёдера, сотрудникам USF пришлось приспосабливаться к тому, чтобы отдавать предпочтение комедийным элементам и времени для них, а не игровому процессу, поскольку задачей было скорее донести шутки, чем улучшить механики. Иногда приходилось отказываться от наименее удобных аспектов стилистики Паркера и Стоуна, и в один момент разработчики даже хотели включить автоматический режим, в котором игра будет проходить задания самостоятельно; речь в том числе о таких заданиях, как мини-игра, в которой игроку, играя за 9-10-летнего ребёнка, приходится танцевать приватный танец в стриптиз-клубе. Было решено, что, если дать игрокам возможность отказаться от интерактивности, им не придётся делать «столь нелепые вещи», отчего потеряется суть шутки. По словам Мензел, хорошая интерактивная комедия зависит от того, насколько близки друг к другу шутник и его слушатель / зритель, а также от того, что игрок должен пошутить сам; например, введением в игру допроса с помощью «пердежа» разработчики обострили юмор «Южного Парка» и сделали игрока ответственным за то, что он наблюдает в мультсериале.
В финальной версии игры на выбор даётся десять супергеройских классов, однако изначально их должно было быть около двенадцати. Одним из удалённых классов был Мистик (англ. Mystic). USF решила в начале игры предоставить игроку выбор из Варвара, Окидрома и Бластера, поскольку эти классы были наиболее понятными. Разработчики решили отказаться от связи между статистическими данными персонажа и его одеждой. Шрёдер, вспоминая, насколько The Stick of Truth была популярна у стримеров, заявил, что игроки смогут создать собственный супергеройский бренд, одевая персонажа так, как им захочется. В качестве альтернативы разработчики ввели систему артефактов, которые влияют на силу главного героя. В The Stick of Truth нельзя было играть за девочку, а включение данной опции потребовало бы внесения значительных изменений в повествование. В The Fractured but Whole такая возможность есть; по словам Стоуна, когда есть возможность, он всегда играет за женских персонажей.
The Stick of Truth предоставляла право выбора между шестью союзниками, а в The Fractured but Whole выбирать можно уже из двенадцати; USF хотела, чтобы герои, их способности и диалоги присутствовали как можно чаще и чтобы их можно было вовлекать не только в сражения, но и в исследование мира. Хотя у некоторых ребят есть реальные сверхспособности (как, например, бессмертие Мистериона), реалистичность способностей многих из них намеренно выглядит двусмысленной. Таким образом и создаётся иллюзия того, что дети просто играют в игру. «Нам хотелось на постоянной основе погрузиться в их воображение и дать игроку возможность увидеть мир через призму детского воображения», — сказала Мензел. Енот постоянно преувеличивает свои способности, рассказывая о том, на что он не способен, поэтому дизайнеры добавили небольшие штрихи в его поведение; так, персонаж может спотыкаться или падать.

### Музыкальное сопровождение
Музыку к игре написали композитор «Южного Парка» Джейми Данлэп и главный аудиодизайнер USF Николас Бонарди. В The Stick of Truth в основном звучит музыка, взятая прямиком из мультсериала, а для The Fractured but Whole USF захотела написать оригинальный саундтрек. На раннем этапе разработки Бонарди создал временный саундтрек путём нарезки музыкальных тем из мультсериала, однако, посмотрев на опыт работы Данлэпа над быстро создаваемым мультсериалом и на его способность быстро писать музыку, и решил обратиться за помощью в создании оригинальных композиций непосредственно к нему. Бонарди и его команда также писали оригинальную музыку к The Fractured but Whole, однако своей работой Данлэп сохранил звучание «Южного Парка». Саунд-дизайнеры при работе над игрой вдохновлялись музыкой к различным супергеройским фильмам; так, темы Енота и Мистериона были написаны под впечатлением от трилогии «Тёмный рыцарь» Кристофера Нолана. Темы «Енота и его друзей» основаны на музыке из фильма «Мстители» (2012), а темы «Борцов за свободу» — на саундтреках к серии фильмов «Люди Икс». Композиторы также вдохновлялись музыкой к фильмам «Супермен» (1978) и «Бэтмен возвращается» (1992), а также к серии компьютерных игр Castlevania, — последняя послужила источником вдохновения для темы детей-вампиров.
Ubisoft имела доступ к альбомам дешёвых звуковых эффектов, которые в «Южном Парке» использовались в качестве фоли, однако для игры было необходимо создать несколько новых звуков. USF выделила отдельную зону для записи звуков «пердежа»; там присутствовали плунжеры, вувузелы и игрушки-слаймы. По словам Бонарди, для игры было записано более ста уникальных звуков «пердежа», которые по мере прохождения должны повторяться как можно реже. «Пердёж» также смешан с другими звуками; так, когда игрок работает вместе с Кайлом, звуки «пердежа» звучат вместе со звуками реактивного двигателя.

## Продвижение и выход
The Fractured but Whole вышла по всему миру 17 октября 2017 года на платформах PlayStation 4, Windows и Xbox One. На территории России локализацией и изданием игры занималась компания «СофтКлаб». В отличие от первой части, данная игра обошлась без цензурирования контента. В интервью, данном в сентябре 2017 года, ассоциативный продюсер USF Кимберли Вайгенд заявила, что содержимое игры не такое сдержанное, как в The Stick of Truth, а возможность выпустить игру без всякой цензуры — это знак того, что цензоры стали более открытыми к замыслам авторов и что интерактивные медиа — это относительно новая сфера, развивающаяся вместе с системой возрастных рейтингов. По словам дизайн-директора The Fractured but Whole Пола Кросса, во избежание трудностей, с которыми столкнулась The Stick of Truth, USF старалась не использовать контент, который, по их мнению, мог бы быть подвержен цензуре, однако Паркер и Стоун всё равно рассказали ту историю, которую они хотели рассказать, без страха столкнуться с ограничениями.
Помимо стандартного издания игры, в день релиза вышло ещё несколько специальных версий. В так называемое «золотое издание» (англ. Gold Edition) вошли набор внутриигровых костюмов, дополнительные привилегии и абонемент Season Pass, открывающий доступ к загружаемому контенту (DLC), вышедшему позднее. «Золотое издание со стилбуком» (англ. Steelbook Gold Edition) представляет собой копию игры, всё содержимое «золотого издания» и литографические карточки с изображениями персонажей из игры — всё это находится в металлической коробке. «Стандартное коллекционное издание» включает в себя игру, карточки и шестидюймовую фигурку Картмана в образе Енота от компаний UbiCollectibles и ArtToyz. «Золотое коллекционное издание» содержит все бонусные предметы сразу. Те, кто оформил предзаказ, получили в подарок бесплатную цифровую копию The Stick of Truth и персонажа Полотенчика в качестве внутриигрового помощника. Цифровой магазин PlayStation Store давал возможность приобрести эксклюзивные аватарки Кенни, Баттерса, Стэна, Кайла, Картмана и «Енота и его друзей»; компания Amazon выпустила эксклюзивный набор, в который помимо игры вошли стилбук и модель Енота на велосипеде на радиоуправлении. Фигуркой можно управлять с помощью приложения на платформах Android и iOS.
В рамках пиар-кампании игры разработчики создали гаджет под названием Nosulus Rift, представляющий собой пародию на Oculus Rift и представленный на мероприятии PAX West в сентябре 2016 года. Изначально Ubisoft не собиралась производить устройство, хотя его продвигали как реальное, однако разработчики приняли обратное решение. В продажу Nosulus Rift не поступил, а опробовать его можно было только на видеоигровых выставках; по задумке, в тот момент, когда главный герой применяет свою способность, игрок почувствует соответствующий запах. В октябре 2017 года Ubisoft запустила международный конкурс «Я есть пердёж» (англ. I am the fart); жюри, в состав которого входил британский метеорист Мистер Метан, оценивало видеоролики, в которых конкурсанты «пердели», и выбирали победителя, который потом отправится на студию Ubisoft San Francisco, чтобы записать звук флатуленции, который впоследствии добавят в игру. Кроме того, вышло двенадцать фигурок главных героев The Fractured but Whole. 24 апреля 2018 года игра вышла на Nintendo Switch, портированием занималась студия Ubisoft Pune.
Эпизод «Южного Парка» под названием «Приквел франшизы» представляет собой сюжетную предысторию игры; в нём персонажи носят свои супергеройские костюмы и ведут себя так же, как и в игре. По сюжету эпизода, «Енот и его друзья» пытаются запустить свою супергеройскую франшизу, но им пытается помешать Профессор Хаос, распространяющий фальшивые новости о ребятах через Facebook. Хаос терпит поражение, однако «Енот и друзья» разделяются из-за разногласий, что и приводит к событиям The Fractured but Whole.

### Загружаемый контент
Вместе с игрой вышло несколько видов платного загружаемого контента. Это набор «Реликвии Зарона» (англ. Relics of Zaron), в который входят различные костюмы и аксессуары, и функция «Полотенчик: Твой игровой кореш» (англ. Towelie: Your Gaming Bud), добавляющая в игру Полотенчика, который время от времени появляется на экране и даёт игроку подсказки. 19 декабря 2017 года вышло первое дополнение — «Голодек страха» (англ. Danger Deck). По его сюжету игроку нужно проходить тренировочные бои в Голодеке страха Доктора Тимоти, тренировочном зале на базе «Борцов за свободу» со стенами, покрытыми iPad-ами; там игрок участвует в виртуальных битвах, сложность которых постоянно повышается. После победы игрок получит в награду предметы и костюмы, которые потом сможет использовать в основной игре.
Кроме того, существует два сюжетных дополнения к игре. Первое из них, получившее название «От заката до Каса-Бонита» (англ. From Dusk till Casa Bonita), вышло 20 марта 2018 года. По сюжету Новичок объединяется с Енотом и Мистерионом, чтобы спасти сестру Мистериона Карен от детей-вампиров, отмечающих день рождения Майка Маковски в ресторане «Каса-Бонита». В данном дополнении представлены новый класс Дитя тьмы (англ. Netherborn) с четырьмя новыми способностями, а также персонаж Генриетта в качестве союзника на поле боя. 31 июля того же года вышло второе дополнение — «Добавить хруста» (англ. Bring the Crunch). В нём игрок объединяется с супергероем, известным как Мятно-ягодный хруст (англ. Mint-Berry Crunch), — пришельцем, обладающим неимоверной мощью мяты и ягод, — чтобы расследовать таинственные исчезновения вожатых в летнем лагере на озере Тупикака (англ. Tardicaca). В данном дополнении также появляется класс Девушка из финала (англ. Final Girl), обладающий новыми боевыми тактиками и ловушками. Весь дополнительный контент был доступен владельцам Season Pass. Хотя Паркер и Стоун были против DLC к игре The Stick of Truth, поскольку считали, что они будут представлять собой лишь то, что из основной игры было удалено из-за низкого качества, во время разработки The Fractured but Whole у них появилось множество идей для дополнительных историй, которые, по их мнению, отходили слишком далеко от основного сюжета, однако их можно было бы развить в качестве сюжетных дополнений.

## Восприятие

### Отзывы критиков
| Сводный рейтинг       | Сводный рейтинг                                    |
| Агрегатор             | Оценка                                             |
| --------------------- | -------------------------------------------------- |
| GameRankings          | - 81,06 % (PS4) - 84,03 % (XONE) - 78,64 % (NS)    |
| Metacritic            | 81/100 (PC) 79/100 (PS4) 84/100 (XONE) 80/100 (NS) |
| «Критиканство»        | 81/100 (PC/PS4/XONE) 80/100 (NS)                   |
| Иноязычные издания    |                                                    |
| Издание               | Оценка                                             |
| Destructoid           | 8,5/10                                             |
| EGM                   | 9/10                                               |
| Game Informer         | 8,75/10                                            |
| GameRevolution        | [ 37 ]                                             |
| GameSpot              | 8/10                                               |
| GamesRadar+           | [ 9 ]                                              |
| IGN                   | 8,5/10                                             |
| PC Gamer (US)         | 86/100                                             |
| Polygon               | 7/10                                               |
| Русскоязычные издания |                                                    |
| Издание               | Оценка                                             |
| 3DNews                | 8/10                                               |
| GameMAG.ru            | 9/10                                               |
| Gametech              | «Хорошо»                                           |
| «IGN Россия»          | 8,5/10                                             |
| ITC.ua                | 4,5/5                                              |
| PlayGround.ru         | 6/10                                               |
| Riot Pixels           | 70/100                                             |
| StopGame.ru           | «Изумительно»                                      |
| «Игромания»           | 8/10                                               |
| «Канобу»              | 8/10                                               |
| «Мир фантастики»      | 7/10                                               |

South Park: The Fractured but Whole получила в основном положительные отзывы от критиков. Согласно сайту-агрегатору Metacritic, версии для PlayStation 4, Windows и Xbox One получили «в основном положительные отзывы» — они получили 79, 84 и 81 балл из 100 соответственно. Согласно российскому сайту-агрегатору «Критиканство», версии игры для тех же платформ получили 81 балл из 100, а версия для Nintendo Switch — 80 баллов.
Как и в случае с первой частью, многие издания признали игру успешной адаптацией; так, GamesRadar+ назвал её «самой правдивой и лучшей адаптацией» «Южного Парка» из когда-либо созданных, а журналист IGN заявил, что проект выглядит и звучит как эпизод мультсериала. Giant Bomb, GamesRadar+ и Shacknews заявили, что игра оказалась почти во всём лучше своего предшественника, более глубокой и более безупречной. GamesRadar+ добавил, что спустя двадцать лет наконец удалось создать такую игру по «Южному Парку», во время прохождения которой «будет весело и играть, и смеяться». Журнал PC Gamer назвал проект «изящным, творческим и невероятно увлекательным»; а Electronic Gaming Monthly (EGM) заявил, что сложно найти проект, который даст столь же забавный опыт в лучших традициях «Южного Парка». Game Informer назвал игру долгожданным продолжением, в котором сошлись «забавные незрелые шутки» и задушевные моменты, напоминающие о «счастливом и беззаботном детстве». Slant Magazine заявил, что с точки зрения механики это «одна из лучших и самых понятных RPG».
Обозреватели также отметили, что юмор в этот раз стал более оригинальным и начал меньше полагаться на коллбэки, но иногда сильно зависел от событий, показанных в мультсериале. Некоторые рецензенты раскритиковали юмор, посчитав его намеренно резким, банальным или слишком сильно зацикленным на шутках про метеоризм и испражнения. Slant Magazine выделил битвы в стриптиз-клубе, назвав их «чудовищно сексистскими и расистскими». Другие называли шутки стабильно поразительными и провокационными, но не балансирующими на грани, как в мультсериале, и не представляющими собой ничего настолько же шокирующего, как зомби-фашистские зародыши в The Stick of Truth. При этом, как написали журналисты, игра способна удивить некоторыми моментами вроде коррумпированных полицейских, самобичующих священников и детей в стриптиз-клубе.
Все критики хвалили систему боя и её улучшение по сравнению с The Stick of Truth. Журналист PC Gamer Энди Келли описал её как «самую приятную» систему боя в RPG на своём личном опыте. Боёвка, по мнению журналистов, изменилась в лучшую сторону — в ней стратегическое мышление встало выше рефлексов, а широкий выбор героев позволяет собирать самые разнообразные команды. По словам обозревателя PC Gamer, система ведения боя стала «более глубокой, разнообразной, стратегической» и забавной. Game Informer и GamesRadar+ оценили возможность передвижения по полю боя; по их мнению, она требует от игрока большей активности и внимания.
Битвы с боссами часто упоминались как изюминка игры за счёт их отличий от обычных боёв наличием временных атак, атак вне хода, иных угроз, не зависящих от противника, и побочных миссий вроде необходимости добраться до конца поля боя до того, как персонажа настигнет босс. Giant Bomb назвал эти элементы одной из самых умных и самых приятных составляющих игры, а GamesRadar+ похвалил решение разработчиков избавиться от возможности спокойно разрабатывать стратегию. Журнал Polygon заявил, что эти элементы и их уникальные условия, требующие более интенсивных действий, пусть и начинают утомлять, но являются единственным, что усложняет бой. Многие журналисты называли бои слишком лёгкими даже на высоком уровне сложности, однако IGN отметил, что в то время как The Stick of Truth по мере прохождения становилась только проще, амбициозная боёвка The Fractured but Whole не устаревает благодаря различным диверсиям, вводимым в процессе сражений. Мощнейшие способности героев назывались уморительными и впечатляющими, а Polygon и вовсе заявил, что они такие же эпичные, как и «призывы» в серии игр Final Fantasy; мощнейшие способности, однако, критиковали за то, что их нельзя пропустить, отчего они кажутся слишком долгими и однообразными. Обозреватель сайта VideoGamer.com заявил, что битвы иногда кажутся слишком долгими, а IGN отметил, что в битвах всего три мини-игры на время, из-за чего они становятся монотонными. IGN также отмечал наличие необычных мелких деталей во время битв; так, когда на персонажа Контейнера действует «тошнота», его рвёт прямо внутрь шлема. Сайт Destructoid отметил, что благодаря тому, что каждый персонаж отличается друг от друга, игрок может спокойно принять решение, кого из героев добавить в команду Новичка.
Сюжет игры удостоился смешанной реакции; одни называли его утончённым и заявляли, что он лучше сюжета The Stick of Truth, а другие — сумбурным и более коротким по сравнению с предшественником. Game Revolution и VideoGamer.com отметили, что сюжет не такой сильный, как у прошлой части; по мнению VideoGamer.com, ему вредят повторяющиеся шутки. Автор PC Gamer считает, что основной сюжет страдает от проблем, замедляющих темп повествования, что он является предсказуемым, а сатира уже не на грани. Destructoid сказал, что, несмотря на некоторые неровные моменты в сценарии, игра ощущается как длинный и качественный эпизод «Южного Парка», а по мнению Game Revolution, история слишком сильно полагается на пердёжный юмор. Giant Bomb также счёл игру «кавалькадой шуток про говно», в которой, однако, по мере развития истории отчётливо прослеживается юмор и шарм «Южного Парка». По словам журналиста IGN, качество сценария оправдывает самые завышенные ожидания, а EGM добавил, что в игре умело сочетаются продуманный основной сюжет и забавные побочные задания. GamesRadar+ отметил, что игра начинается медленно, однако со временем набирает обороты, перерастая в интригующую мистерию с участием одного из лучших злодеев мультсериала; Shacknews назвал игру «абсурдной, но увлекательной историей, при этом не настолько длинной, чтобы засидеться за ней или чтобы она успела наскучить».
Некоторые рецензенты отмечали моменты, когда сюжет заострял внимание на доброте и невинности героев; так, Slant Magazine назвал игру резкой из-за задания, требующего от Новичка помирить гей-пару Твика и Крейга. Другие отмечали «проникновенные» сцены, когда игрок становится свидетелем того, как Новичок видит своих несчастливых родителей, а также «милые и глупые» сцены, в которых ход битвы прерывает проезжающий автомобиль или какой-то персонаж меняет правила игры прямо в процессе боя. Некоторые журналисты посчитали, что некоторые сцены поднимают темы, которые по итогу не раскрыты должным образом; а кто-то выделил ряд событий, когда коррумпированные полицейские посылают Новичка арестовывать невинных темнокожих. Slant Magazine заявил, что выбор цвета кожи героя, помеченный как выбор уровня сложности, уже содержит в себе все проблемы The Fractured but Whole, а именно острый социальный комментарий и одновременно одноразовую шутку, поскольку выбор игрока в этом моменте ни на что не влияет.
Части журналистов не понравилось увиденное ими сходство между игровым процессом The Fractured but Whole и The Stick of Truth; по их мнению, в продолжении больше не было той новизны, что была в оригинале. Однако, по мнению Destructoid, исследовать город и находить множество отсылок к мультсериалу не менее весело, чем при прохождении первой части. GamesRadar+ считает, что, несмотря на относительно малую карту, иногда кажется, что в игре слишком много пространства для исследований. Журналисты критиковали систему крафтинга за то, что она даёт слишком много одних предметов и слишком мало других; некоторые и вовсе сочли её необязательной, поскольку некоторые предметы можно просто купить в магазинах. Также рецензенты хвалили способности товарищей, которые интересно исследовать вне битв, но, с другой стороны, критиковали их за повторяемость и неперспективность. PC Gamer, VideoGamer.com и Polygon положительно оценили широкий выбор настроек, дающий игроку власть над своим персонажем и возможность выбирать самых разных компаньонов. Также рецензентам понравились система прокачки при помощи артефактов, позволяющая оптимизировать Новичка под нужды игрока, и широкий выбор костюмов, позволяющий одеть Новичка так, как захочется игроку; журналисту EGM, однако, не понравилось то, что по мере роста мощи Новичка артефакты теряют свою значимость. Game Informer заявил, что поиск горожан, с которыми можно сделать селфи, является одним из лучших побочных заданий, а PC Gamer назвал это задание «странно привлекательным».

### Продажи
В октябре 2017 года South Park: The Fractured but Whole стала на территории Северной Америки четвёртой самой продаваемой игрой на всех платформах, на которых была доступна, третьей самой продаваемой игрой на PlayStation 4 и четвёртой самой продаваемой на Xbox One. Мировые продажи The Fractured but Whole помогли ей попасть на восьмое место в списке самых продаваемых игр для консолей за октябрь 2017 года. Продажи данной игры принесли разработчикам более $ 160 млн, что позволило ей встать в один ряд с такими однопользовательскими играми, как Assassin’s Creed Origins и Middle-earth: Shadow of War. Разведывательная фирма SuperData заявила, что однопользовательские игры вряд ли долго продержатся на вершине чартов, поскольку их не так легко окупать с помощью микротранзакций, как многопользовательские. Кроме того, The Fractured but Whole попала в список ста самых продаваемых игр за 2017 год на цифровой площадке Steam.
В первую неделю с момента старта продаж в Великобритании The Fractured but Whole разместилась на третьем месте в списке самых продаваемых игр на всех платформах (учитывались продажи физических копий), уступив лишь таким играм, как FIFA 18 (первое место) и Gran Turismo Sport (второе место), и обойдя WWE 2K18. Продажи игры в первую неделю были всего на 7 % ниже, чем у The Stick of Truth. Аналитики сочли, что игра хорошо себя показала с учётом наличия проектов от конкурентов, вышедших примерно в то же время. The Fractured but Whole попала на шестое место в списке самых продаваемых игр за октябрь 2017 года в Великобритании. Во вторую неделю игра сместилась на восьмое место, а в третью исчезла из первой десятки, оказавшись на двенадцатой позиции.
Летом 2018 года, благодаря уязвимости в защите Steam Web API, стало известно, что точное количество пользователей сервиса Steam, которые играли в игру хотя бы один раз, составляет 320 160 человек.

### Награды и номинации
В 2016 году, после проведения выставки Electronic Entertainment Expo 2016, журналы MCV и IGN назвали South Park: The Fractured but Whole лучшей ролевой игрой из представленных на выставке. В 2017 году игра была номинирована на премию выставки Gamescom в категории «Лучшая ролевая игра» (англ. Best RPG) и на премию The Game Awards 2017 в категории «Лучшая ролевая игра», проиграв Persona 5. Кроме того, игру номинировали на премию Titanium Awards в трёх категориях: «Лучшая работа нарративного дизайнера» (англ. Best Narrative Design), «Лучшая приключенческая или ролевая игра» (англ. Best Adventure/Role-Playing Game) и «Лучшая интерпретация» (англ. Best Interpretation). В двух из них The Fractured but Whole проиграла игре Horizon Zero Dawn, а в третьей — The Legend of Zelda: Breath of the Wild. Также проект получил премию журнала IGN: пользователи сайта проголосовали за него в категориях «Лучшая игра для Xbox One» (англ. Best Xbox One Game) и «Лучшая ролевая игра» (англ. Best RPG). На премии «Ролевая игра года» (англ. RPG of the Year Awards), организованной журналом Game Informer, игра получила награду за «лучшее коллекционное издание» (англ. Best Collectibles); кроме того, она заняла второе место в списке лучших ролевых игр 2017 года по результатам опроса «Выбор читателей: 2017 год — лучшее» (англ. Reader’s Choice Best of 2017 Awards), организованного тем же журналом. EGM поместил The Fractured but Whole на двенадцатое место в своём списке двадцати пяти лучших игр 2017 года. В 2018 году игру также номинировали на премию SXSW Gaming Awards в категории «Превосходство в конвергенции». Читатели российского издания StopGame.ru выбрали South Park: The Fractured but Whole «лучшей стратегией» 2017 года.

## Комментарии
1. ↑  Дополнительные разработчики: Ubisoft Osaka, Massive Entertainment, Ubisoft Annecy, Ubisoft Reflections, Ubisoft Blue Byte и Ubisoft Quebec. Портированием игры на Nintendo Switch занималась Ubisoft Pune.
2. ↑  Дословный перевод названия игры — «Южный Парк: Расколотый, но целый». Подзаголовок созвучен с фразой «the fractured butthole» (с англ. — «трещина в анальном отверстии»).